# Японська айва звичайна

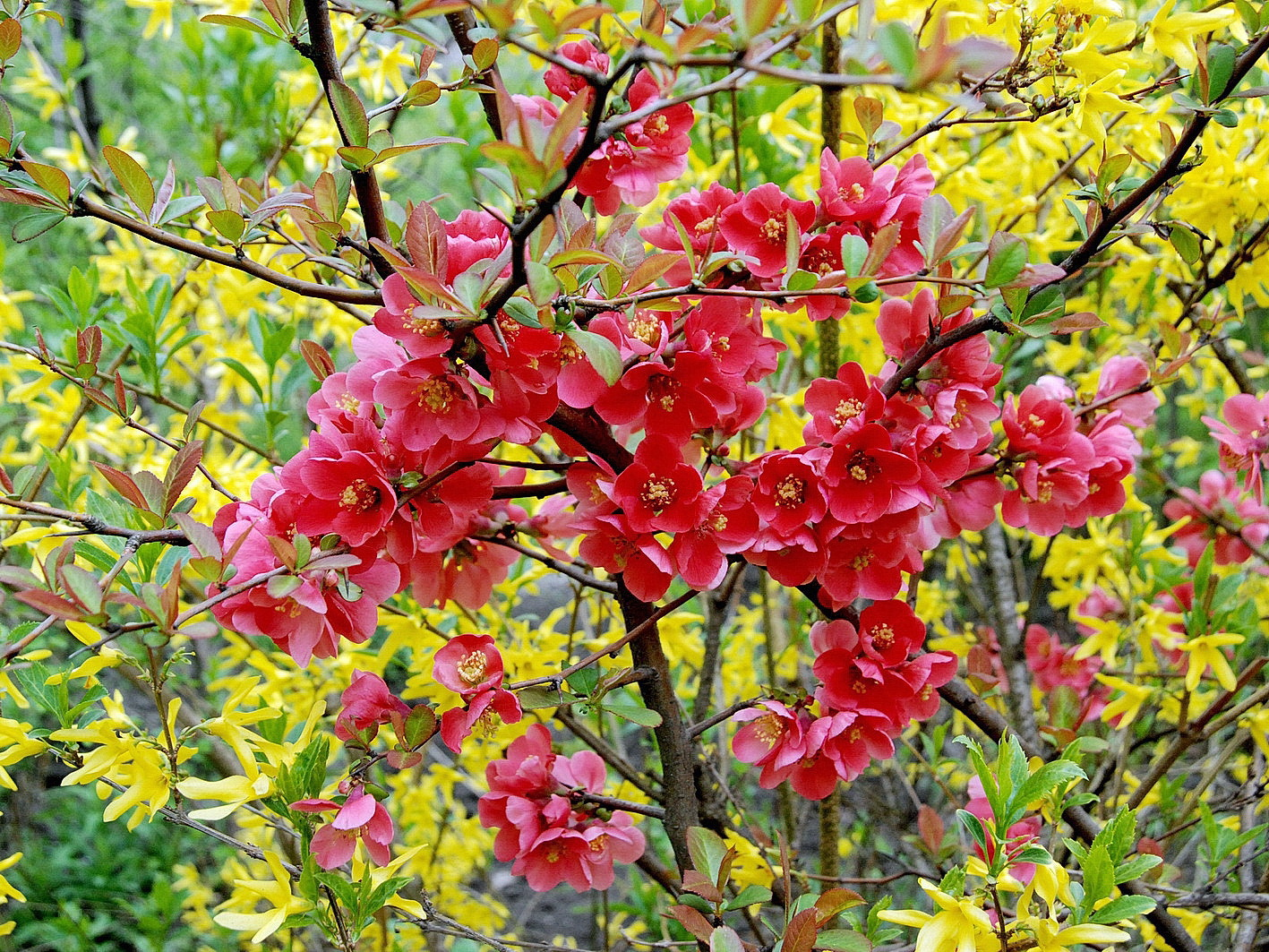
Японська айва звичайна (Chaenomeles japonica)

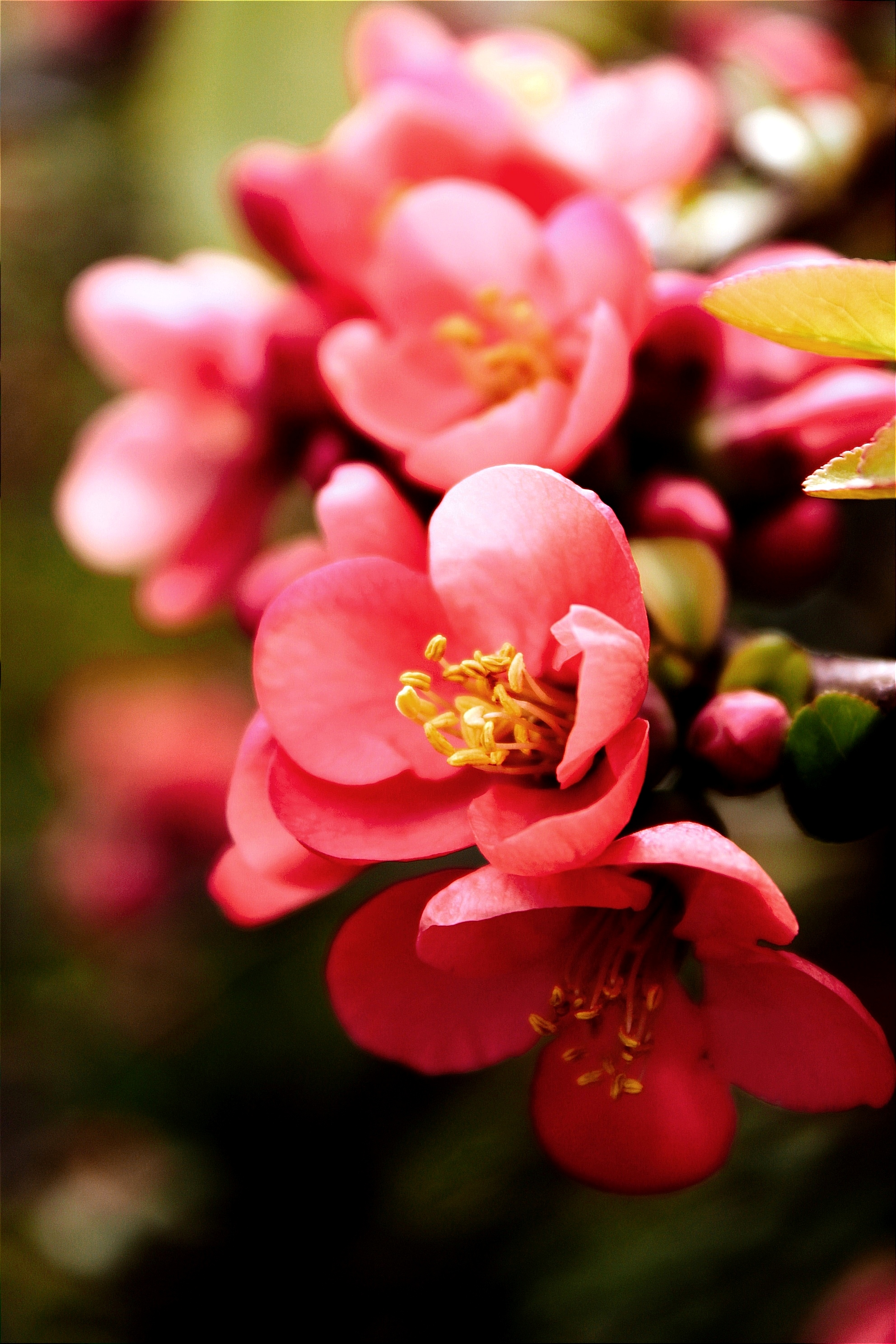
Chaenomeles japonica

Японська айва звичайна, давніше також хеномелес японський (Chaenomeles japonica), є одним з трьох видів роду японської айви, походженням з Японії.
Японська айва звичайна — колючий листопадний чагарник, зазвичай поширений у культурі. Він нижчий за інший широко культивований вид — японську айву пишну, виростаючи лише до 1 м у висоту. Він найбільш відомий своїми барвистими весняними квітами, які бувають червоними, білими, рожевими або різнобарвними.

## Опис
Це об'ємний чагарник з колючими, широко розпростертими гілками, який досягає висоти від 0,6 до 2,0 м. Листя від ланцетної до оберненояйцеподібної форми, грубозубчасте та голе навіть у молодому віці. Листки завдовжки від 10 до 14 см і завширшки від 5 до 8 см, включаючи черешок. Незвичайно великі прилистки мають довжину 1 см і ширину від 1,5 до 2 см, ниркоподібні і зазубрені по краю; вони виростають тільки на довгих пагонах.
Цвіте ранньою весною, до розпускання листя; влітку цвіте повторно, але менш рясно. Зазвичай 2—3 квітки розташовані разом; помаранчевого або цеглясто-червоного забарвлення. Розкриті квітки мають ширину від 3 до 4 сантиметрів. Кущ дає яблукоподібні плоди діаметром від 4 до 7 см, золотисто-жовтого кольору, насіння червоно-коричневе.

## Використання
Плід їстівний, але твердий і в'яжучий (терпкуватий), якщо не пом'якшити або не проварити. Плоди неїстівні в сирому вигляді, але, як і у всіх плодів родини трояндових, м'якуш нетоксичний, а ядра містять мізерну кількість отрути. Плід іноді використовується для варення, желе та приготування пирогів як заміна його «двоюрідної сестри», справжньої айви Cydonia oblonga . Японська айва звичайна C. japonica також широко вирощується в бонсай. Може рости на всіх типах ґрунтів, але росте дуже повільно на вапняковому ґрунті.

## Галерея

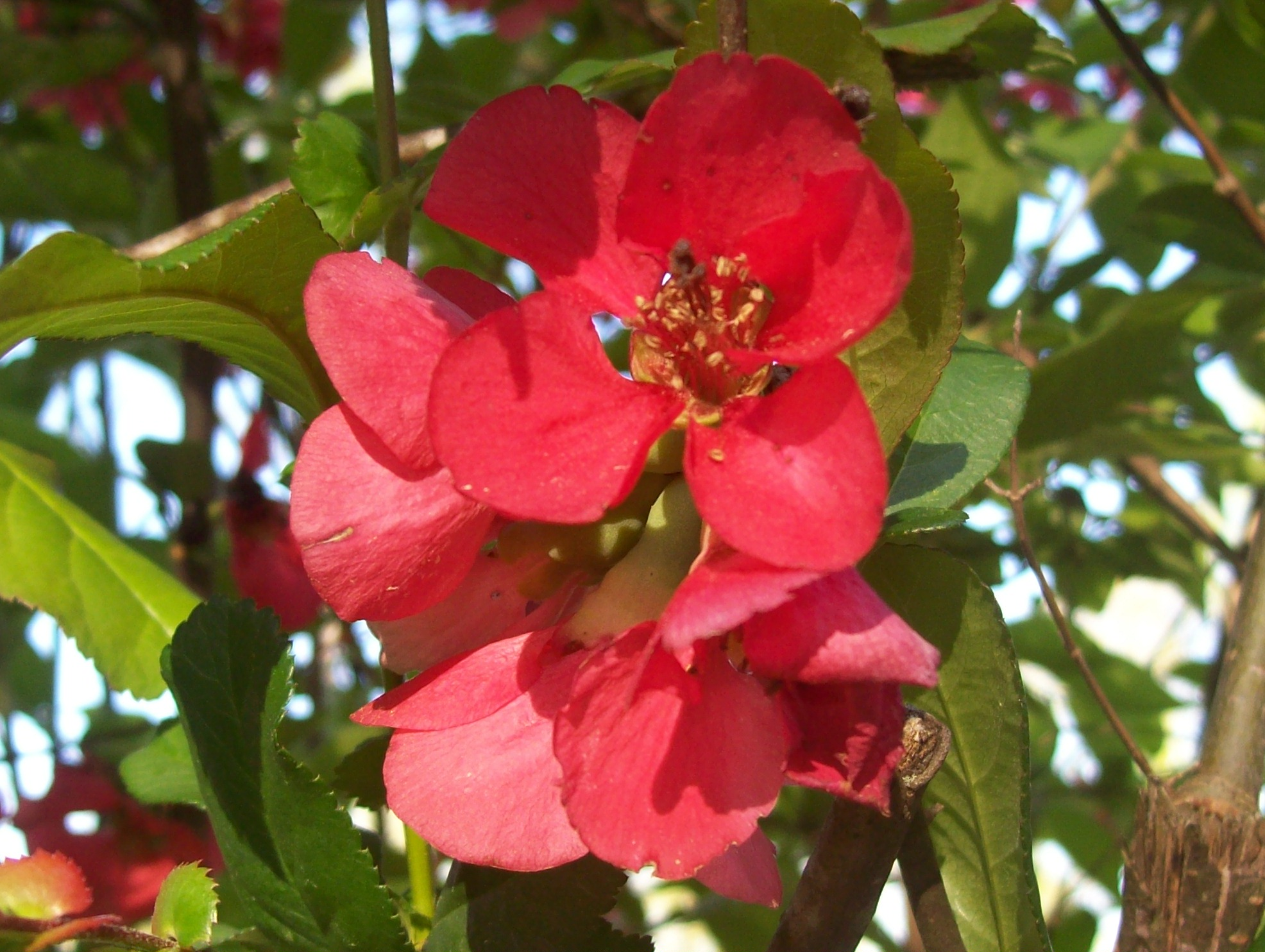
Квіти
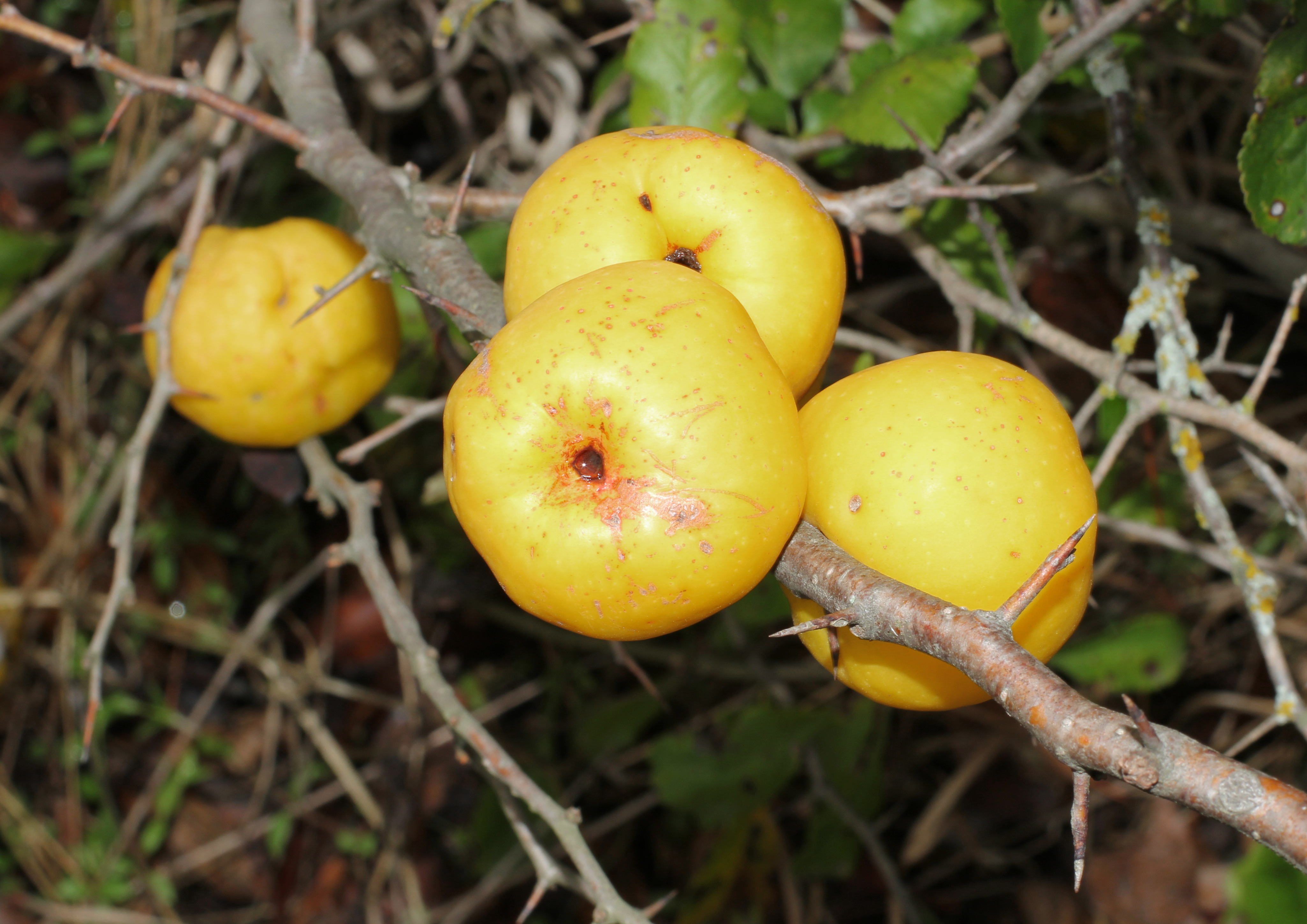
Плоди
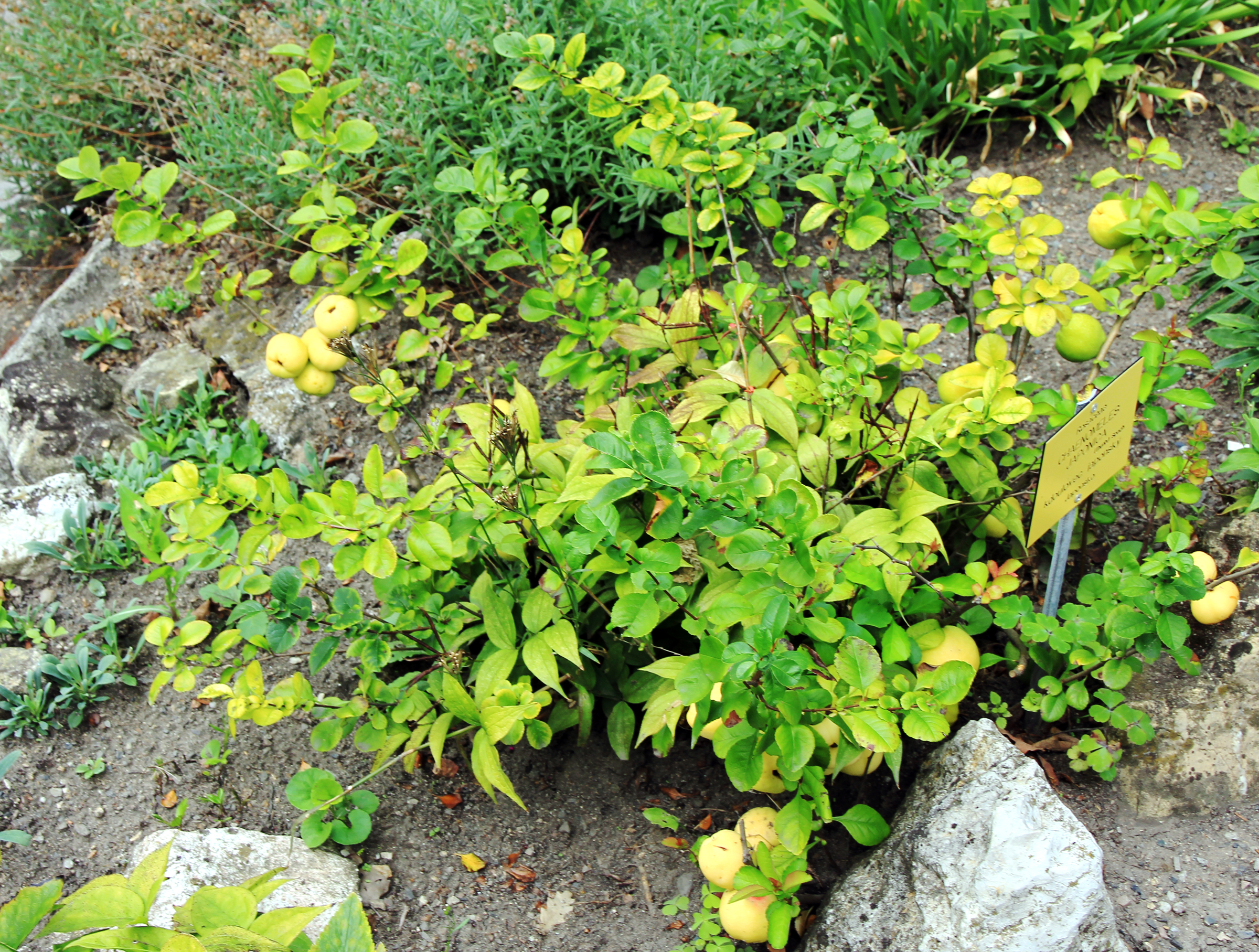
Ціла рослина
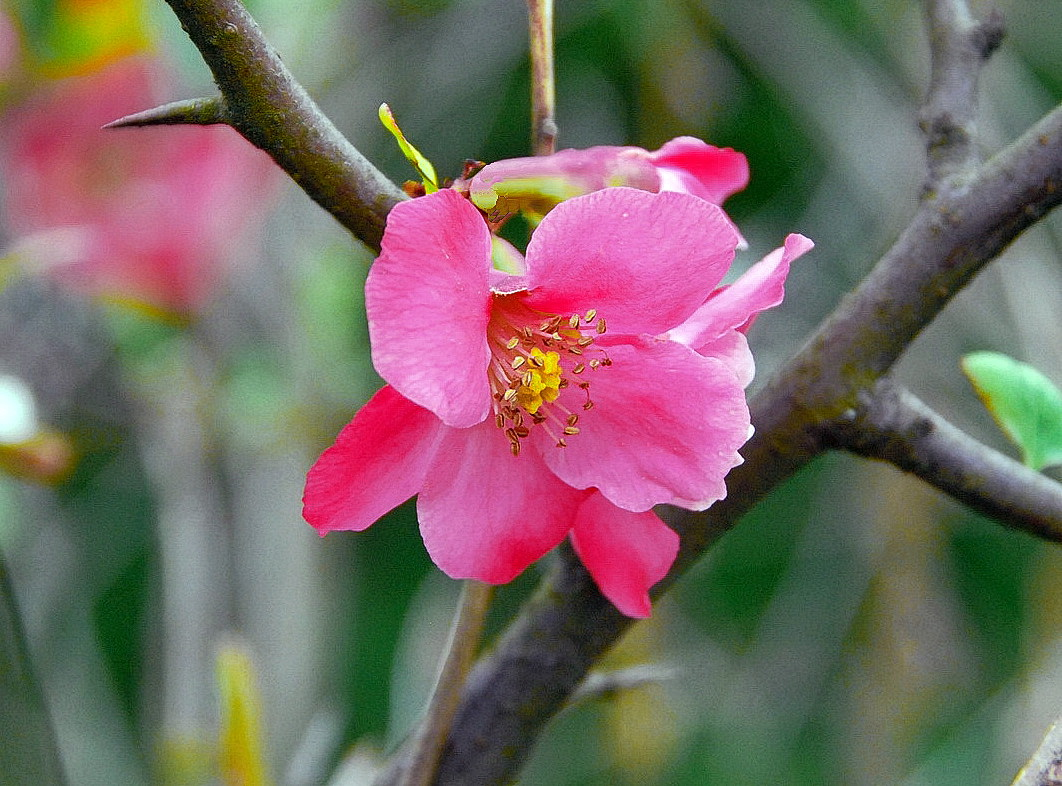
Японська айва звичайна